# Belphégor – A Louvre fantomja
Belphégor – A Louvre fantomja (Belphégor, le fantôme du Louvre) – Jean-Paul Salomé 2001-ben bemutatott filmje Arthur Bernède Belphégor című regényéből Sophie Marceau főszereplésével.

## Szereplők
| Szerep                         | Színész              | Magyar hang        | Magyar hang        |
| Szerep                         | Színész              | 1. szinkron (2001) | 2. szinkron (2005) |
| ------------------------------ | -------------------- | ------------------ | ------------------ |
| Lisa / Belphégor               | Sophie Marceau       | Huszárik Kata      | Kökényessy Ági     |
| Martin                         | Frédéric Diefenthal  | Bartucz Attila     | Csuha Lajos        |
| Louis Verlac                   | Michel Serrault      | Barbinek Péter     | Szabó Máté         |
| Bartrand Faussier              | Jean-François Balmer | Konrád Antal       | Kőszegi Ákos       |
| Glenda Spender                 | Julie Christie       | Vándor Éva         | Ősi Ildikó         |
| Pierre Desfontaines professzor | Pierre Aussedat      | ?                  | Honti Molnár Gábor |
| Geneviéve, Lisa nagymamája     | Patachou             | IIIyés Mari        | Halász Aranka      |
| Simonnet                       | Lionel Abelanski     | Harmath Imre       | Kisfalusi Lehel    |
| Nő a temetőben                 | Juliette Gréco       | ?                  | ?                  |

## A történet
Pierre Desfontaines, a Louvre régész professzora 1935-ben Egyiptomban egy 3500 éves sírra talál. A szarkofágot és a múmiát teherhajóra rakják, ám hazafelé mindenféle rémes dolgot tapasztal a legénység. Sorra öngyilkosságot követnek el. Végül rejtélyes módon, múmiává aszalódva holtan találják a professzort is. Az ősi múmia a Louvre pincéjének egy félreeső helyére kerül hosszú évtizedekre, és csak az épület renoválásánál kerül újra elő.
A múzeum igazgatója személyesen irányítja a vizsgálatokat, mivel a szarkofág és a múmia különlegesnek tűnik. Bár a gazdag kidolgozás a királyi családhoz tartozó főpapra utal, a nevét levésték és a szokásos temetkezési amulettek is hiányoznak. Mintha valami sötét bűnt követett volna el életében, s ezért szándékosan hátráltatták útját a túlvilágra. A múmián talált fekete papi szertartási maszk és a szövetmaradványok alapján elkészíttetik a főpap fekete maszkos szertartási ruhájának rekonstrukcióját. A ruha alapján jól látható, hogy nem valamelyik szokványos egyiptomi istenségről lehet szó.
A modern orvosi vizsgálatok során a múmia szelleme kiszabadul, és mindenféle kísérteties jelenséget okoz a múzeum környékén. Az elektromos hálózatot és az elektronikát is megzavarja. 
A közvetlenül a Louvre mellett lakó Lisa villanyszerelő barátjával az áramszünet okát kutatja a ház pincéjében. Felfedezik, hogy az építkezések miatt átjáró nyílt a metróállomás illetve a múzeum pincéje felé. Eltévednek, és a múzeumban kötnek ki. Lisa rátalál a múmiára, és a főpap szelleme valamilyen különös módon beleköltözik, mikor mit sem sejtve a kibontott múmia üres, halott tekintetébe néz.
Az amúgy kedves és szelíd lánynak ettől kezdve időközönként vad megnyilvánulásai lesznek, és önmagának is érthetetlen módon úgy tűnik, különféle egzotikus óegyiptomi vallási és történelmi ismeretekre tett szert valahogy. A múzeumban pedig feltűnik a fantom a főpap ijesztő öltözetében, aki rettenetes erejével félelemben tartja a teremőröket. Aki pedig a szemébe néz, legmélyebb, legelfojtottabb félelmeit látja megtestesülni, amik elől sorra a halálba menekülnek.  
A Louvre biztonsági főnökének felajánlja a segítségét Louis Verlac nyugalmazott rendőrfelügyelő, aki Belphégor hatvanas évekbeli felbukkanásakor is részt vett a nyomozásban.
Lisa barátja a különös viselkedésre tekintettel követi éjszaka a lányt a múzeumba, ahol a fekete maszkos papi öltözetben bolyong a tárlók között, és különféle amuletteket szed össze a vitrinekből és raktárakból.
A kutatók rájönnek, hogy a szellem nem emlékszik a nevére, és ezért próbálja megtalálni a nevével feliratozott gyűrűt. A szellem egyre gyakrabban és egyre hosszabban veszi át a hatalmat Lisa tudata felett. Sőt arra gondolnak, hogy az elmulasztott halotti szertartás miatt rekedt a halott pap szelleme a földön. De ha már más nem segíthet az immár zárt osztályra került lányon, az egyiptológusok képesek lennének a halotti szertartás pontos, lényegileg korhű levezetésére.
Hirtelen ötlet nyomán a gyűrűt is megtalálják a professzor sírjában. Eszerint a halott neve Neb-mesz-ur-mau.
Már csak egy probléma lehet. Amikor a szellem elhagyja a lány testét, félő, hogy ugyanúgy múmiává válik, mint annak idején a professzor. Ám az egyiptológusok által celebrált halotti szertartás úgy tűnik, megfelelt az előírásoknak, és Lisa szerencsésen megmenekül, a szellem pedig elindulhat végre végcélja, a túlvilág felé.

## A forgatási helyszínek
A jeleneteket a Louvre múzeumban és környékén, Párizs utcáin az 1. és 7. kerületében, a Vaneau metróállomáson, a Père-Lachaise temetőben forgatták.

## Érdekességek
A filmben vannak visszautalások az 1965-ös emlékezetes tévéfilmsorozatra. Egyes fekete-fehér emlékeztetőket feltehetően inkább szerzői jogi okokból, mint az utólagos átértelmezés miatt újraforgatva illesztettek be. Az egyik temetői jelenetben megjelenik Juliette Gréco, aki az 1965-ös televíziós sorozatban alakította Belphégort. És akinek a történet szerint volt egy Stéphanie nevű ikertestvére. De a filmből nem derül ki, hogy a temetői látogató csak hasonlít, vagy kísértet, vagy az időközben megöregedett Stéphanie.